# Прудище (Сумская область)
Прудище (укр. Прудище) — село,
Ямпольский поселковый совет,
Ямпольский район,
Сумская область,
Украина.
Код КОАТУУ — 5925655107. Население по переписи 2001 года составляло 226 человек .

## Географическое положение
Село Прудище находится на расстоянии в 1 км от сёл Ростов и Ольгино, в 3-х км — пгт Ямполь.
Село окружено большим лесным массивом (сосна, дуб).

## Экономика
- «Украина», ООО.